# Лейди Сюзън
„Лейди Сюзън“ (англ. Lady Susan) е епистоларен роман от английската писателка Джейн Остин. Предполага се, че е написан през 1794 г., но е публикуван едва през 1871 г.

## Сюжет
Внимание:  Текстът по-долу разкрива сюжета на произведението (или части от него)!
Лейди Сюзън е себична и привлекателна вдовица на средна възраст, която усилено крои брачни планове са себе си и за дъщеря си, докато поддържа връзка с женен мъж. Основните теми, развити в романа, са близки до тези в другите творби на Остин (напр. Разум и чувства), но същевременно се отличават в същностните характеристики на главната героиня. За разлика от повечето героини в литературата от 19 в., Лейди Сюзън е красива, интелигентна и остроумна и активно търси компанията на по-млади мъже. Докато в края на романа традиционният морал е възнаграден, Лейди Сюзън е третирана много по-благосклонно от други прелюбодейки (напр. Менсфийлд парк).